# Love and War (chanson de Tamar Braxton)
Pour les articles homonymes, voir Love and War.
Singles de Tamar Braxton
If You Don't Wanna Love You
(2000) The One
(2013)
Love and War est une chanson de la chanteuse Tamar Braxton, sortie le 6 décembre 2012. La chanson est le 1er single extrait de l'album Love and War. Elle est écrite par Tamar Braxton, LaShawn Daniels, Makeba Riddick et composée par DJ Camper.

## Composition
Love and War est une ballade RnB qui parle des hauts et des bas dans le couple.

## Performance commerciale
Le titre arrive directement à la 1re place du classement iTunes, s’érige à la 57e position du Billboard Hot 100 et au 13e rang du Billboard Hot R&B/Hip-Hop Songs.

## Clip vidéo
La vidéo en noir et blanc, qui illustre la chanson, démontre Tamar en train de chanter dans sa maison puis en train de batifoler avec son petit ami, est réalisée par Walid Azami.

## Pistes et formats
Téléchargement digital
1. Love and War - 4:01

## Classement hebdomadaire
| Classement (2012)              | Meilleure position |
| ------------------------------ | ------------------ |
| États-Unis (Hot 100)           | 57                 |
| États-Unis (R&B/Hip-Hop Songs) | 13                 |